# ネッツトヨタ高松
ネッツトヨタ高松株式会社（ネッツトヨタたかまつ）は、香川県高松市に本社を置くトヨタ自動車のディーラー（ネッツ店）である。

## 概要
トヨタカローラ香川の関連会社として設立された。トヨタビスタ店からの転換で発足したネッツ店の1つである。既存のネッツ店であるネッツトヨタ香川との関連はない。
多くの県では、基本的にネッツ店は2社存在するが、それはトヨタ4番目のチャネルであるオート店と最後発のビスタ店から順にネッツ店に切り替わったためである。旧トヨタオート店が1998年にネッツ店に切り替わり、トヨタ自動車が策定した新ネッツ店構想を受け2004年に旧ビスタ店からリブランドを果たした。
店舗名は、やしの木店・もみの木店・まつの木店・マロニエ店と、所在地の地名が使われていないのが特徴。これは、創業者が、顧客や勤務するスタッフに、心地よい空間を提供したいと、店舗ごとに異なるシンボルツリーを植えた事が発端。同チャネルであるネッツトヨタ香川との差別化を図りたいとうい意味合いもあった。このため、当初は「店舗名だけではどこにあるのか判別できない。」とのクレームもあったらしいが、それを逆手に取り、現在は地域に根差した店舗運営につなげている。
2021年、カローラ香川との経営統合を行う。同年2月、カローラ香川の親会社「株式会社総合車両センター」の社名を「CNSホールディングス株式会社」に変更して持株会社とし、同年4月、ネッツ高松とカローラ香川を当該会社の傘下とする。

## 店舗
括弧内には所在地に続いてトヨタビスタ香川時代の店舗名を記載する。
- やしのき店（高松市香西南町、本店）
- マロニエ店（高松市下田井町、リブランド後に新規開業）
- もみの木店（綾歌郡宇多津町東分、新宇多津店）
- まつの木店（観音寺市吉岡町、観音寺店）

### 転換後に閉鎖された店舗
- カーランド空港通り - 2006年にフラワー店と統合され、同店が当地に移転した。
- ウェルキャブプラザ空港通り - 2006年にフラワー店が移転した跡に設置されたが、2010年に閉店した。
- オリーブ店（高松市春日町、屋島店） - 2016年4月にマロニエ店と統合するため閉店。
- さつき店（東かがわ市落合、東かがわ店） - 2020年3月31日に東かがわトヨタ自動車販売へ移行するために閉店。
- フラワー店（高松市三名町、栗林店） - 2006年にカーランド空港通り店と統合のため移転、2022年4月にマロニエ店と統合のため閉店[3]。

## 関連会社
- トヨタカローラ香川

## かつての関連会社
- バジェット・レンタカー四国（トヨタカローラ香川と共同出資していたが、2017年3月にイデックスオート・ジャパンに全株式を売却している。トヨタカローラ香川は20%を残している）